# Eleições legislativas na Áustria em 2002
As eleições legislativas austríacas de 2002 foram realizadas a 24 de Novembro.
Estas eleições foram antecipadas, devido a divisões internas profundas no Partido da Liberdade da Áustria, que levou à saída do partido do governo com o ÖVP.
Os resultados foram históricos para o Partido Popular Austríaco, que, pela primeira vez desde 1966, tornou-se o partido mais votado e com mais deputado. O ÖVP conquistou 42,3% dos votos e 79 deputados, o que, implica um aumento de, cerca, 15% dos votos e mais 27 deputados, quando comparado com as eleições de 1999.
O Partido Social-Democrata da Áustria foi relegado para o segundo lugar, mas, apesar disso, conseguiu um reforço na votação e um aumento de 4 deputados, ficando, com, cerca de, 36,5% dos votos e 69 deputados.
O grande derrotado foi o Partido da Liberdade da Áustria. O FPÖ, que, com a liderança de Jörg Haider, tornou-se um dos 3 grandes partidos do país, muito graças à retórica populista, nacionalista e eurocéptica, perdeu muitos dos seus votantes, quando, em 1999, formou governo com o ÖVP. O partido perdeu, cerca de, 17% dos votos e 34 deputados, ficando-se pelos 10% dos votos e 18 deputados. Este foi o pior resultado do partido desde 1986.
Por fim, de destacar, o bom resultado de Os Verdes - Alternativa Verde, que, conquistou mais 3 deputados, ficando com 17, e, cerca de, 9,5% dos votos.
Após as eleições, a coligação ÖVP-FPÖ foi renovado, mantendo-se Wolfgang Schüssel como chanceler.

## Resultados Oficiais
| Partido                     | Partido                       | Votos     | %               | +/-   | Deputados | +/-   |
| --------------------------- | ----------------------------- | --------- | --------------- | ----- | --------- | ----- |
|                             | Partido Popular               | 2 076 833 | 42,30 / 100,00  | 15,39 | 79 / 183  | 27    |
|                             | Partido Social-Democrata      | 1 792 499 | 36,51 / 100,00  | 3,36  | 69 / 183  | 4     |
|                             | Partido da Liberdade          | 491 238   | 10,01 / 100,00  | 16,90 | 18 / 183  | 34    |
|                             | Os Verdes - Alternativa Verde | 464 980   | 9,47 / 100,00   | 2,07  | 17 / 183  | 3     |
| Barreira Eleitoral de 4,00% |                               |           |                 |       |           |       |
|                             | Outros (com menos de 1,00%)   | 84 005    | 1,71 / 100,00   |       | 0 / 183   |       |
| Votos inválidos             | Votos inválidos               | 72 616    | 1,46 / 100,00   | 0,09  |           |       |
| Total                       | Total                         | 4 982 261 | 100,00 / 100,00 |       | 183 / 183 |       |
| Eleitorado/Participação     | Eleitorado/Participação       | 5 912 592 | 84,27 / 100,00  | 3,85  |           |       |
| Fonte                       | Fonte                         | [ 2 ]     | [ 2 ]           | [ 2 ] | [ 2 ]     | [ 2 ] |